# ジュリアン・シャンパニー
ジュリアン・カイマニ・シャンパニー（Julian Kymani Champagnie、2001年6月29日 - ）は、アメリカ合衆国・ニューヨーク州スタテンアイランド出身のプロバスケットボール選手。NBAのサンアントニオ・スパーズに所属している。ポジションはスウィングマン。ワシントン・ウィザーズ所属のジャスティン・シャンパニーは双子の弟。

## 経歴

### ハイスクール
ニューヨーク州スタテンアイランドで生まれ、ニューヨーク州ブルックリンで育ち、ラフリン司教記念高校に通い、そこで双子の兄弟ジャスティンと一緒にプレーした。ジュニアとして平均15得点を記録し、第3チーム全カトリック高校体育協会（CHSAA）のAA栄誉を獲得した。シニアとして、平均17.2得点で、オールCHSAA AAのファーストチームに選ばれた。ピッツバーグ大学、ワシントン州立大学、シンシナティ大学、シートンホール大学からもオファーを得たが、セント・ジョンズ大学でカレッジバスケットボールをプレーすることを決めた。

### カレッジ
2020年3月4日、新入生シーズン最高の23得点、6リバウンドを記録したが、バトラー大学に77-55で敗れた。3日後、次の試合で、21ポイントと12リバウンドを記録し、マーケット大学に88-86で勝利した。新入生として、平均9.9得点、6.5リバウンドを記録した。ビッグ・イーストで、2回のフレッシュマン・オブ・ザ・ウィークに選ばれ、オールフレッシュマンチームにに選ばれた。2020年11月30日、2年生のシーズンのデビューを果たし、29得点、10リバウンドを記録し、ボストン大学に97-93で勝利した。2年生シーズンには、平均19.8得点、7.4リバウンド、1.4スティール、1ブロックを記録した。シーズン終了後、大学の資格を維持しながら、2021年のNBAドラフトにエントリー宣言しが、2021年7月4日、ドラフトから撤退し、3年生としてセントジョンズに戻ることを発表した。2022年1月5日、キャリア最高の34得点を獲得しましデポール大学に89-84で勝利した。ジュニアとして、平均19.2得点、6.6リバウンド、2スティール、1.1ブロックを記録し、2シーズン連続でジュニアとしてオールビッグイーストファーストチームに指名された。2022年4月2日に2022年のNBAドラフトにエントリーを宣言し、残りの大学の資格を放棄した。

### NBA

#### フィラデルフィア・76ers
ドラフトでは指名されず、6月24日にフィラデルフィア・76ersとのツーウェイ契約に合意し、主にNBAGリーグのデラウェア・ブルーコーツでプレーした。2023年2月14日にシクサーズから解雇された。

#### サンアントニオ・スパーズ
2023年2月16日にサンアントニオ・スパーズとのツーウェイ契約に合意した。
7月6日にスパーズとの4年総額1200万ドルの延長契約に合意した。

## 個人成績

### NBA

#### レギュラーシーズン
| シーズン | チーム | GP  | GS | MPG  | FG%  | 3P%  | FT%  | RPG | APG | SPG | BPG | PPG  |
| -------- | ------ | --- | -- | ---- | ---- | ---- | ---- | --- | --- | --- | --- | ---- |
| 2022–23  | PHI    | 2   | 0  | 3.3  | .000 | .000 | ---  | .0  | .0  | .5  | .0  | .0   |
| 2022–23  | SAS    | 15  | 3  | 20.9 | .461 | .407 | .824 | 4.0 | .7  | .3  | .3  | 11.0 |
| 2023–24  | SAS    | 74  | 59 | 19.8 | .408 | .365 | .815 | 2.8 | 1.4 | .6  | .6  | 6.8  |
| 2024–25  | SAS    | 82* | 29 | 23.6 | .415 | .371 | .904 | 3.1 | 1.4 | .7  | .4  | 9.9  |
| 通算     | 通算   | 173 | 91 | 21.5 | .417 | .372 | .857 | 3.4 | 1.3 | .7  | .5  | 8.6  |

### カレッジ
| シーズン | チーム         | GP | GS | MPG  | FG%  | 3P%  | FT%  | RPG | APG | SPG | BPG | PPG  |
| -------- | -------------- | -- | -- | ---- | ---- | ---- | ---- | --- | --- | --- | --- | ---- |
| 2019–20  | セントジョンズ | 32 | 26 | 25.6 | .453 | .312 | .754 | 6.5 | .8  | 1.2 | .8  | 9.9  |
| 2020–21  | セントジョンズ | 25 | 24 | 32.9 | .433 | .380 | .887 | 7.4 | 1.3 | 1.4 | 1.0 | 19.8 |
| 2021–22  | セントジョンズ | 31 | 31 | 34.2 | .414 | .337 | .781 | 6.6 | 2.0 | 2.0 | 1.1 | 19.2 |
| 通算     | 通算           | 88 | 81 | 30.7 | .429 | .348 | .815 | 6.8 | 1.4 | 1.5 | 1.0 | 16.0 |